# 大戸神社
大戸神社（おおとじんじゃ）は、千葉県香取市大戸にある神社。香取神宮摂社で、旧社格は県社。

## 祭神
- 天手力男命 （あまのたぢからおのみこと）[1]

一説として経津主神（香取神宮祭神）の父母神である磐筒男神・磐筒女神とする伝えもある。

## 歴史

### 創建
社伝によれば、景行天皇40年の日本武尊東征の際、蝦夷征伐祈願のために大戸の地に勧請したのが創建という。その後数度の遷宮を経て、白雉元年（650年）に現在地に社殿が造営されたと伝わる。
一方『香取志』では、天武天皇の代での創建と伝える。

### 概史
古来より香取神宮と関係の深い神社であり、当社の神主職・社領は神宮の大禰宜大中臣氏により相伝されていた。天正年間（1573年-1592年）の古文書によると、当社には単独に神主・大禰宜等の神官組織があったと考えられる。
正応2年（1289年）、明徳4年（1396年）、寛文4年（1665年）には社殿の造営があった。後小松天皇の時には、社領1万貫が定められたという。江戸時代には、香取神宮に江戸幕府から与えられた朱印社領1,000石の内から100石が与えられていた。宝永4年（1707年）、第5代将軍徳川綱吉によって改築されたのが現在の社殿とされる。
明治6年（1873年）、近代社格制度において県社に列した。

## 祭事
- 元旦祭 （1月1日）[4]
- 御花祭り （1月第2土曜・日曜）
- 御例祭 （4月7日）
- 御田植祭 （4月第3日曜）
- 献穀祭 （11月23日）

## 文化財

### 千葉県指定有形文化財
- 羅龍王面・納曽利面 3面（彫刻） - 昭和30年12月15日指定。
- 和鏡 3面（工芸品） - 昭和55年2月22日指定。

## 現地情報
所在地
- 千葉県香取市大戸521

交通アクセス
- 鉄道：東日本旅客鉄道（JR東日本）成田線 大戸駅 （徒歩約11分）